# Gulfstream G200
Gulfstream G200 також відомий як IAI Galaxy — двомоторний літак бізнес класу, розроблений корпорацією Ізраїль Ейрспейс Індастріз (IAI), та виробляється для корпорації Gulfstream.
Gulfstream G280, раніше відомий як Gulfstream G250, є вдосконаленою версією Gulfstream G200 розробленим спільно Gulfstream і IAI.

## Розробка та серійне виробництво

### Gulfstream G200
G200 спочатку називався «Astra Galaxy». Дочірня компанія Galaxy Aerospace Inc, що належить корпорації IAI приступила до проектування літака Galaxy в кінці 1980-х при розподілі ризиків у партнерстві з радянським літакобудівним конструкторським бюро імені Яковлєва. У вересні 1993 року програма була офіційно відкрита. На конструкторське бюро імені Яковлєва покладалася розробка дизайну та виготовлення носової частини фюзеляжу і хвостового оперення. Але через нездатність дотримуватися виробничого графіку з боку КБ Яковлєва партнерська програма була завершена в 1995 році.  Це призвело до того, що відповідальність за виробництво фюзеляжу і хвостової частини Galaxy взяла на себе EADS Sogerma. IAI виконує остаточно фінальну доробку та іншого обов'язки підрядника. 
Galaxy був розроблений на базі  Astra. Galaxy має крило основою якого стало крило Astra, і такі самі особливості крилець (вінглетів). Літак також має ширший і довший фюзеляж.  Літак має хрестоподібний хвіст, двигуни PW306A, і Collins Pro-Line 4-х віконну кабіну.  На крилі знаходяться протиобмерзаючі захисні гумові елементи. Крім того більшість реактивних літаків сьогодні використовують частину теплого потоку авіаційного двигуна для обігріву частин крила, щоб запобігти їх обледенінню. Літак виготовляється у конфігураціях від 8 до 10 пасажирів. 
Перший політ Galaxy відбувся 25 грудня 1997 року. У грудні 1998 року Galaxy була сертифікована американськими та ізраїльськими установами цивільної авіації. Серійне виготовлення літака почалося на наступний рік.  Літак був введений в експлуатацію в 1999 році.  Galaxy  був перейменований в «G200» після того як Gulfstream Aerospace придбало Galaxy Aerospace в червні 2001 року. 

### Gulfstream G250/280

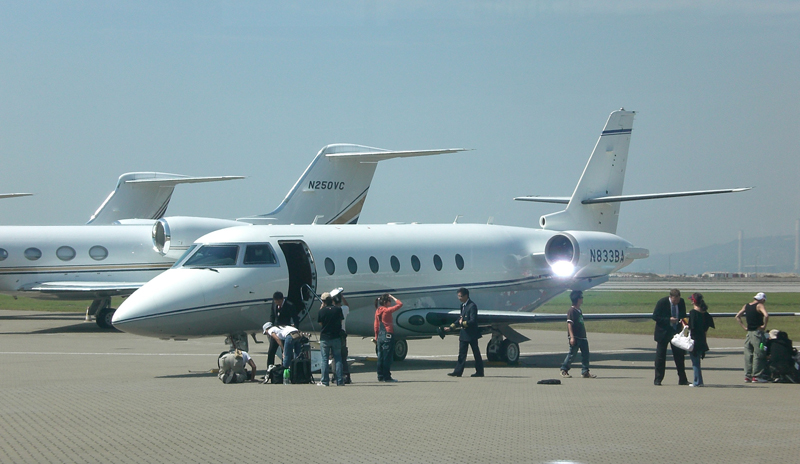
Літак Gulfstream G200

З 2005 року Gulfstream працює над продовженням модельного ряду G200, результатом роботи став літак G250, який був запущений в 2008 році після значних поліпшень, таких як нова кабіна пілотів, нові двигуни, збільшені крила, підігрів передніх кромок, а також інші удосконалення. 
G280 є похідною моделлю G200, з великою кількістю поліпшень, серед них: збільшилася довжина кабіни, новий двигун HTF7250G, новий Т-подібний хвіст, протильодове покриття крила, салон з додатковими 4-ма вікнами і доступ з нього до багажного відсіку. G280 на ринку буде конкурувати з Raytheon Hawker 4000, Bombardier Challenger 300 і запланованим Embraer Legacy 500. Фюзеляж, хвостове оперення і шасі будуть виготовлені IAI, крила Spirit AeroSystems, а остаточне складання буде здійснюватися Gulfstream. 
Перший G280 здійснив свій перший політ 11 грудня 2009 з Тель-Авіву, Ізраїль.  Другий G280 здійснив перший політ 25 березня 2010 року. Цими польотами, два G280 виконали більше 72 годин льотних випробувань.   На G280 планується отримати сертифікат в 2011 році і ввести в експлуатацію незабаром після цього. 
У липні 2011 року G250 був перейменований у G280, так як компанією встановлено, що маркування G280 є кращим, ніж G250 в деяких культурах. 

## Модифікації та їх технічні характеристики

### Gulfstream G200
Основні характеристики
- Екіпаж: 2 людини
- Пасажиромісткість: 8-10 пасажирів
- Вантажопідйомність: 1840-1905 кг
- Довжина: 18,97 м
- Висота: 6,53 м
- Розмах крила: 17,70 м

- Маса порожнього: 8709 кг
- Маса спорядженого: 10886 кг
- Максимальна злітна маса: 16080 кг
- Маса палива у внутрішніх баках: 8532 л
- Силова установка: 2 ×  Pratt&Whitney Canada PW306A

Льотні характеристики
- Максимальна швидкість: 900 км/год
- Крейсерська швидкість: 860 км/год
- Практична дальність: 6300 км при числі Маха 0,75 з 4 пасажирами

### Gulfstream G250/280
Основні характеристики
- Екіпаж: 2 людини
- Пасажиромісткість: 10 пасажирів
- Вантажопідйомність: 1840-1905 кг
- Довжина: 18,97 м
- Висота: 6,50 м
- Розмах крила: 19,20 м

- Маса порожнього: 10900 кг
- Максимальна злітна маса: 17960 кг
- Маса палива у внутрішніх баках: 6623 кг
- Силова установка: 2 ×  Honeywell HTF7250G

Льотні характеристики
- Максимальна швидкість: 900 км/год
- Крейсерська швидкість: 860 км/год
- Практична дальність: 6300 км при числі Маха 0,80 з 4 пасажирами